# بين يونغر
بين يونغر (بالإنجليزية: Ben Younger)‏ هو منتج أفلام وكاتب سيناريو ومخرج أمريكي، ولد في 7 أكتوبر 1972 في نيويورك في الولايات المتحدة.

## وصلات خارجية
- بين يونغر على موقع IMDb (الإنجليزية)
- بين يونغر على موقع ألو سيني (الفرنسية)
- بين يونغر على موقع أول موفي (الإنجليزية)
- بين يونغر على موقع قاعدة بيانات الأفلام السويدية (السويدية)
- بين يونغر على موقع قاعدة بيانات الفيلم (الإنجليزية)
- بين يونغر على موقع كينوبويسك (الروسية)